# Rigsdansk
 Der er for få eller ingen kildehenvisninger i denne artikel, hvilket er et problem. Du kan hjælpe ved at angive troværdige kilder til de påstande, som fremføres i artiklen.
 Denne artikel bør gennemlæses af en person med fagkendskab for at sikre den faglige korrekthed.

Rigsdansk (også rigsmål) er den standardiserede form for dansk, især brugt om talesproget. Den præcise definition er et omdiskuteret emne. Én formulering beskriver det som de ordformer i dansk som ikke er begrænset til bestemte geografiske områder.
Tidligere var det den eneste variant af dansk der var tilladt i radio og tv.[kilde mangler] Siden 1970'erne er rigsdansk svækket, samtidig med at de danske dialekter i stigende grad har nærmet sig rigsdansk.
Omkring 1500 udviklede der sig en fælles dansk skriftssprogsnorm i kancelliet og ved hoffet. Den tog udgangspunkt i de dialekter der taltes af borgerskabet i København og Malmø og blev derfor primært baseret på sjællandsk med en vis påvirkning fra skånsk. Det fik også betydning for udviklingen af et dansk standardsprog at den første danske bibeloversættelse blev udfærdiget af nordsjællænderen Christiern Pedersen, hvis skriftsprog var påvirket af Hillerød-dialekten..
En udbredt definition på rigsdansk er et dansk der ikke røber hvorfra den talende kommer.[kilde mangler] Denne definition udelukker i praksis de højsprogs-varianter af dansk der tales i købstæderne såvel som nutidens københavnsk fra at være rigsdansk, selv om disse varianter stort set ikke adskiller sig fra det traditionelle rigsdansk i andet end sætningstonen og vokalernes åbningsgrader. Føres definitionen ud i sin yderste konsekvens, findes der kun meget få rigsdansktalende i Danmark. En mere frugtbar definition accepterer derfor en vis spændvidde i sproget.
Rigsdansk er under alle omstændigheder ikke statisk, men et sprog i rivende udvikling, ikke mindst på det lydlige område:
- r er blevet vokaliseret efter vokaler.
- Vokalen a er blevet lukket ("fladt")
- Kort o er blevet åbnet (= å).
- De fleste vokaler er blevet åbnet betydeligt efter og foran r; modsætningen mellem e/æ og a er blevet ophævet i lukket stavelse foran dentaler og labialer, f.eks. ret = rat, kræft = kraft.
- Forskellen mellem korte og lange vokaler er blevet ophævet foran blødt d.

Der er en voksende forskel på den danske retstavning og den aktuelle udtale af sproget, mere end på nabosprogene svensk og norsk. Retstavningen blev lagt fast i det 19. århundrede (med mindre revisioner i løbet af det 20.), men den grunder sig på en praksis der har været nogenlunde konstant siden det 16. århundrede.